# Lucius Afranius (auteur)
Pour les articles homonymes, voir Lucius Afranius.
Lucius Afranius (né vers 150 av. J.-C., mort vers 90 av. J.-C.) était un auteur de comédies latines durant la seconde moitié du IIe siècle av. J.-C.

## Biographie
On a conservé de ses œuvres environ 400 vers provenant de 43 pièces (fragments, essentiellement de citations faites par des auteurs postérieurs). Il est un auteur important concernant la comoedia togata. Un genre de comédie romaine dans lequel l'histoire se déroule à Rome.

## Œuvre
De nos jours, seule une centaine de fragments a été retrouvée et conservée. Il est notamment l'auteur de pièces mettant en scène la société romaine contemporaine,fabula togata, qui se passent dans les villes d'Italie et en reflètent la vie quotidienne. Il s'oppose donc à la comoedia palliata ou fabula palliata, qui aborde des sujets grecs. Ses personnages principaux sont inspirés des caractères de l'auteur grec Ménandre.